# 沈瑞庭
沈瑞庭（1933年—），男，湖南长沙人，中华人民共和国政治人物，曾任中共湖南省委常委、秘书长，湖南省人大常委会副主任。